# Синтез дорогоцінних металів
Синтез дорогоцінних металів передбачає використання або ядерних реакторів, або прискорювачів частинок для отримання цих елементів.

## Дорогоцінні метали, що виникають як продукти поділу
Рутеній і родій є дорогоцінними металами, які утворюються як невеликий відсоток продуктів поділу ядер урану. Ізотопи дорогоцінних металів мають короткі періоди напіврозпаду. Це робить можливим вилучення нерадіоактивного ізотопу з відпрацьованого ядерного палива після кількох років зберігання, хоча перед використанням екстракт необхідно перевірити на радіоактивність із слідових кількостей інших елементів.

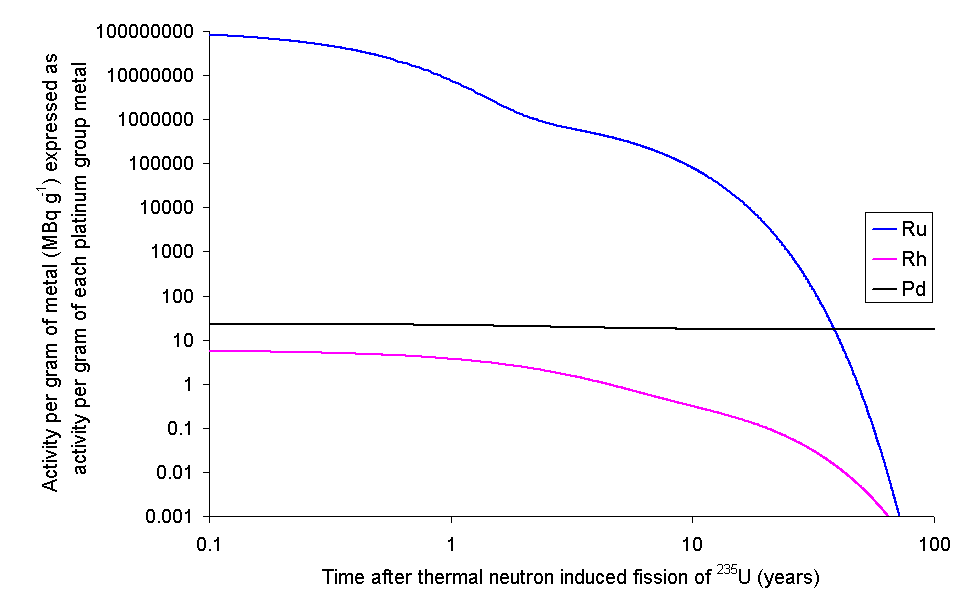
Радіоактивність у МБк на грам кожного з металів платинової групи, які утворюються в результаті розщеплення урану. З представлених металів найбільш радіоактивним є рутеній. Паладій має майже постійну активність, що пояснюється дуже довгим періодом напіврозпаду синтезованого ^{107}Pd, тоді як родій є найменш радіоактивним.

### Рутеній
Кожен кілограм продуктів поділу 235U міститиме 63,44 грам ізотопів рутенію з періодом напіврозпаду більше доби. Оскільки типове використане ядерне паливо містить близько 3 % продуктів ділення, одна тонна використаного палива міститиме близько 1,9 кг рутенію. 103Ru і 106Ru зроблять розщеплений рутеній дуже радіоактивним. Якщо поділ відбувається миттєво, то утворений таким чином рутеній матиме активність завдяки 103Ru 109 ТБк/гі 106Ru 1,52 ТБк/г. 103Ru має період напіврозпаду приблизно 39 днів, що означає, що протягом 390 днів він ефективно розпадеться до єдиного стабільного ізотопу родію, 103Rh, задовго до того, як може відбутися будь-яка повторна обробка. 106Ru має період напіврозпаду приблизно 373 дні, тобто якщо паливо залишити охолоджуватися протягом 5 років перед повторною обробкою, залишиться лише близько 3 % від початкової кількості; решта розпадеться. Для порівняння, активність природного калію (завдяки природному 40
K) становить близько 30 Бк на грам.

### Родій
Видобути родій із використаного ядерного палива можна: 1 кг продуктів поділу 235U містить 13,3 грамів 103Rh. При 3 % маси продуктів ділення одна тонна використаного палива міститиме близько 400 грамів родію. Найдовше живучий радіоізотоп родію — 102mRh з періодом напіврозпаду 2,9 року, тоді як основний стан (102Rh) має період напіврозпаду 207 днів.
Кожен кілограм родію з продуктів поділу міститиме 6,62 нг 102Rh і 3,68 нг 102mRh. Оскільки 102Rh розпадається шляхом бета-розпаду або до 102Ru (відбудеться позитронний розпад), або до 102Pd (20 %) (генеруються деякі фотони гамма-променів з приблизно 500 кеВ), а збуджений стан розпадається шляхом бета-розпаду (захоплення електрона) до 102Ru (генеруються фотони гамма-променів з приблизно 1 МеВ). Якщо поділ відбувається миттєво, то 13,3 грам родію міститиме 67,1 МБк (1,81 мКі) 102Rh і 10,8 МБк (291 мКі) 102mRh. Оскільки використане ядерне паливо витримується приблизно п'ять років перед повторною обробкою, більшість цих радіоактивних ізотопів розпадеться, залишаючи 4,7 МБк 102Rh і 5,0 МБк 102mRh. Якщо металевий родій був залишений протягом 20 років після поділу, 13,3 грам металевого родію містив би 1,3 кБк 102Rh і 500 кБк 102mRh. Родій має найвищу ціну з цих дорогоцінних металів (440 000 доларів США/кг у 2022 році), але також повинна враховуватися вартість відділення родію від інших металів, хоча останні високі ціни можуть створити можливість для розгляду.

## Дорогоцінні метали, отримані шляхом опромінення

### Золото
Хризопея, штучне виробництво золота, є традиційною метою алхімії. Така трансмутація можлива в прискорювачах елементарних частинок або ядерних реакторах, хоча вартість виробництва, за оцінками, у трильйон разів перевищує ринкову ціну золота. Оскільки існує лише один стабільний ізотоп золота, 197Au, ядерні реакції повинні створити цей ізотоп, щоб отримати придатне для використання золото.
Золото було синтезовано з ртуті бомбардуванням нейтронами у 1941 році, але всі отримані ізотопи золота були радіоактивними. У 1924 році німецький вчений Адольф Міте повідомив про те саме досягнення, але після різноманітних спроб повторення в усьому світі це було визнано експериментальною помилкою.
У 1980 році Глен Сіборг перетворив кілька тисяч атомів вісмуту в золото в Лабораторії ім. Лоуренса в Берклі. Його експериментальна методика змогла видалити протони та нейтрони з атомів вісмуту. Техніка Сіборга була надто дорогою, щоб дозволити звичайне виробництво золота, але його робота є найближчою до наслідування аспекту міфічного філософського каменю.

## Приміток
1. 1 2 3 4  Bush, R. P. (1991). Recovery of Platinum Group Metals from High Level Radioactive Waste (PDF). Platinum Metals Review. 35 (4): 202—208. doi:10.1595/003214091X354202208. Архів оригіналу (PDF) за 27 вересня 2007.
2. ↑  Bin Samat, S.; Green, S.; Beddoe, A. H. (1997). The 40K activity of one gram of potassium. Physics in Medicine and Biology. 42 (2): 407—413. Bibcode:1997PMB....42..407S. doi:10.1088/0031-9155/42/2/012. PMID 9044422.
3. ↑  Rhodium Spot Prices Per Ounce Today, Live Bullion Price Chart USD. Money Metals Exchange (англ.). Процитовано 23 червня 2022.
4. ↑  Matson, John (31 січня 2014). Fact or Fiction?: Lead Can Be Turned Into Gold. Scientific American. Процитовано 21 червня 2024.
5. ↑  R. Sherr; K. T. Bainbridge & H. H. Anderson (1941). Transmutation of Mercury by Fast Neutrons. Physical Review. 60 (7): 473—479. Bibcode:1941PhRv...60..473S. doi:10.1103/PhysRev.60.473.
6. ↑  Miethe, A. (1924-07). Der Zerfall des Quecksilberatoms. Die Naturwissenschaften (нім.). 12 (29): 597—598. doi:10.1007/BF01505547. ISSN 0028-1042.
7. ↑  GOLD FROM MERCURY IMPOSSIBLE; New York University Tests Show That Transmutation Method Does Not Work. MIETHE PROCESS USED His Discovery of Gold Traces Laid to Use of Spanish Mercury, Which Contains Gold. The New York Times. 20 жовтня 1925. Процитовано 9 вересня 2023.
8. ↑  Nelson, Robert A. Adept Alchemy. Part II. Chapter 7. Transmutations of Mercury. Процитовано 9 вересня 2023.
9. ↑  
Aleklett, K.; Morrissey, D.; Loveland, W.; McGaughey, P.; Seaborg, G. (1981). Energy dependence of 209Bi fragmentation in relativistic nuclear collisions. Physical Review C. 23 (3): 1044. Bibcode:1981PhRvC..23.1044A. doi:10.1103/PhysRevC.23.1044.
10. ↑  Matthews, Robert (2 грудня 2001). The Philosopher's Stone. The Daily Telegraph. Процитовано 22 вересня 2020.